# Distrito de San Juan de Yscos
El  distrito de San Juan de Iscos es un distrito de la provincia de Chupaca, ubicada en el departamento de Junín, Perú. Según el censo de 2017, tiene una población de 2228 habitantes.
De acuerdo con la demarcación establecida por Ley N.º 30212, limita con el distrito de Ahuac, al noreste; con los distritos de Chupaca y Chongos Bajo, al noreste; con el distrito de Chongos Bajo, al sureste, y con el distrito de Yanacancha, al suroeste.

## Toponimia
El nombre deriva de la palabra quechua "iscos" o "ishco", que significa cal.

## Historia
El 19 de abril de 1882, los isqueños se enfrentaron a la fuerza militar chilena en la Batalla de Carato, integrando el batallón de combatientes “Los Emponchados de Cunas”. Al final, los chilenos ganaron la batalla.
El 5 de septiembre de 1940, en el primer gobierno del Presidente Manuel Prado Ugarteche es creado como distrito.
En los años 80, el distrito fue blanco de los ataques del terrorismo, causando la muerte de las principales autoridades y el profesor Félix Camayo, Director de la Institución Educativa 30083 de Chaupimarca y juez de paz. Asimismo los terroristas quemaron los libros de registros civiles y la única biblioteca municipal, quedando destruida la casa del gobierno distrital.
En 1990 también fue víctima de un ataque terrorista el juez de paz, Tiburcio Jesús Lermo Villar, autoridad del anexo Jurpac e icono principal de la wanka danza en ese entonces.

## Geografía
Por su panorama recibe la denominación de “Alfombra Verde” y ”Ciudad Jardín”. Cuenta con 5 anexos : Jurpac, Tinyari Chico, Tinyari Grande, Antofagasta y Antuyo, así como con los barrios de Patarcocha, Chaupimarca y Yanamarca. También Buenos Aires y Pucush Uclo están en etapa de consolidación como zonas pobladas.

## Población
El distrito está integrado por comunidades campesinas, como la comunidad campesina de Iscos, que se destaca por la crianza de ganado vacuno de raza Holstein, con su respectivo módulo lechero, donde se realiza la elaboración de queso, yogur y mantequilla. En el barrio de Patarcocha existe una junta administrativa local desde 1990. Se destaca por la crianza de vacunos de la raza pardo suizo, con su módulo lechero. La comunidad campesina de Jurpac también cuenta con vacunos de la raza Holstein, mientras que las comunidades campesinas de Tinyari Chico y Tinyari Grande se destacan por la crianza de ganado vacuno y ovino.[cita requerida]

## Autoridades municipales
- 2023 - 2026: Juan Luis Leiva Yaro
- 2019 - 2022: Ancelmo Huatuco de la Cruz
- 2015 - 2018[7]
  - Alcalde: Raúl Víctor Sotomayor Bastidas, Movimiento político regional Perú Libre (PL)
  - Regidores: Jesús Perfecto Villaverde Quispealaya (PL), Oly Villaverde Arauco de Hinostroza (PL), Sandra Vianca Balbín Rutti (PL), Danilo Darío Ríos Julcamanyan (PL), Ángela del Pilar Camarena Balbín (Junín Sostenible con su Gente)
- 2011 - 2014[8][9]
  - Alcalde: Eusebio Ursicio Blas Buendía, de la Alianza Regional Junín Sostenible (JS)
  - Regidores: Arbues Mayorca Rojas (JS), Abel Bastidas Castro (JS), Félix Peña Blas (JS), Ángela del Pilar Camarena Balbín (JS), Arzacio Rojas Chuquillanqui (Perú Libre)
- 2007 - 2010
  - Alcalde: Honorio Jorge Samaniego Lermo

## Atractivos turísticos
- Alfombra Verde o pampa natural del distrito, rodeada por los manantiales de aguas cristalinas de Iscos Puquio, Acopuquio, Manca Puquio y otros; el centro de la pradera se encuentra el estadio “Jorge Chávez”, de césped natural como una mesa de billar; al lado sur este de la pampa se halla una lagunilla rodeada de totorales, donde habitan aves silvestres como patos, gaviotas, frailescos, gallaretas, yanavicos y otras.

- Museo Paleontológico del Centro, Inaugurado el 24 de julio de 2017 para aportar a la ciencia y a la investigación, donde se muestran el rescate de nuestra cultura y se protege el legado histórico y paleontológico de nuestros primeros pobladores del Distrito de San Juan de Iscos, para poner en valor el patrimonio de nuestro distrito y de la nación, los hallazgos de vertebrados fósiles de animales prehistóricos descubiertos en el lugar de Huascan como son las partes de Gonfoterios parientes lejanos de los mamuts y los elefantes, restos humanos, Megaterios parecidos a los osos perezosos actuales pero de mayores dimensiones y paleolamas del periodo pleistoceno anteriores a los auquénidos actuales de más de 15,000 años y los fósiles marinos del periodo jurásico y cretácico como los amonites, bivalvos, corales y otros invertebrados de hace 145 millones de años; riqueza paleontológica que forma parte de nuestra identidad cultural.

- Pucush Uclo esta lagunilla se encuentra ubicada en la pampa de Huáscan, muy próxima a la carretera de Chupaca a Chongos Bajo, perteneciente al anexo de Jurpac con una extensión de 4 ha y una profundidad de 3 a 2 metros, entre los totorales habitan patos silvestres, gaviotas, yanavicos, gallaretas y otras que se guarecen todas las tardes; siendo visitado por turistas extranjeros y nacionales en el lugar preparan la rica pachamanca.

- Ollancuy esta obra se encuentra ubicada en los linderos de los barrios de Patarcocha Y Chaupimarca, sus bordes están rodeados por retamas, maguey, tunas y otras plantas de la zona, en la parte alta se observa una catarata de buena caída de agua que impresiona a los turistas en los meses de enero y febrero.

- Otorongo otro hermoso lugar turístico, los que visitan se sienten maravillados por la existencia de plantaciones de retamas que aspiran el aroma de sus flores amarillas, además existen otras plantas de lugar; abra ubicada en el lindero de los barrios de Yanamarca y Chaupimarca.

- Isco Puquio es uno de los manantiales de agua cristalina que mantiene de agua potable la parte baja de los barrios de Yanamarca, Chaupimarca y Patarcocha y el sobrante de agua para regar pequeñas parcelas colindantes; se ha podido comprobar que sus aguas de madrugada son tibias para bañarse y es medicinal para dolores renales.

- Puka Wanka se encuentra en la parte alta del barrio de Patarcocha, roca rojiza de regular tamaño, rodeada de plantas espinosas, guindales, tunas y otras hierbas de la zona, los lugareños comentan que en sus entrañas se encuentran escondida pequeños restos de los tesoros de Catalina HUANCA.

- Yana Wanka es otra roca negra de buen tamaño que se encuentra ubicado ala misma altura del anterior, encontrándose en sus alrededores plantaciones de maguey y otros arbustos de la zona, se observa en la parte baja una roca rojiza de menor tamaño rodeada de retamas, comentan los abuelos que es la hembra de la anterior, que en antaño fue destruida en parte por un rayo.

- Cueva oculta de Puka Wanka entre “Puka Wanka” y ”Yana Wanka” existe una cueva oculta entre magueyes y retamas, donde nuestros antepasados se escondían de sus enemigos para no ser atacados, no pudiendo establecer si existe conexiones subterráneos entre las zonas antes mencionados.

- Ankicha Puquio es un manantial de aguas cristalinas, ubicado en la abra que separa al anexo de Jurpac con el barrio de patarcocha, rodeado de plantaciones de retamas, hullhuas, tanquish y alisos; sirve como agua potable a los vecinos de la zona.

- Ñahuin deriva del vocablo quechua Wanka que significa “Ojo”, en razón de que existe en dicha zona una veintena de manantiales de aguas cristalinas, cuyos nombres son:”

- Rosaspuquio”, ”Yanapuquío”,”Tomasapuquio”, entre otros; ahí se han instalado reservorios de agua potable para dar de beber a los pobladores del distrito de Chongos Bajo, Tinyari Chico, Tinyari Grande, Patarcocha, Jurpac y Chaupimarca y el sobrante de las aguas sirve para regar las chacras, este hermoso panorama se encuentra ubicado exactamente en el anexo de tinyari chico.

- Albergue de Ñahuin en la parte alta del anexo de Tinyari Chico, próximo a los manantiales de Ñahuin, se ha construido un pequeño albergue para dar hospedaje a los turistas, con la colaboración y la participación de mano de obra de los comuneros de tinyari chico y la municipalidad provincial de Chupaca.

- Molinos de piedra aún existen vestigios de los molinos de piedra, que datan de los años 1940, de la familia Peña, en el anexo de Tinyari Grande y otro en el anexo de Tinyari Chico de la familia Aliaga, donde actualmente se viene acondicionando una pequeña granja artesanal.

## Gastronomía
Al igual que en otros pueblos del valle del Mantaro y poblados ubicados en la cuenca del río CUNAS, con motivo de la creación política del distrito de San Juan de Iscos, las madres de familia de las comunidades y vasos de leche preparan sabrosos platos típicos de la zona, tales como:
Huallpa chupe preparado a base de carne de gallina de corral, criadas con esmero en la chacra; aderezado convenientemente. Se sirve acompañado de rocoto de las huertas y perejil picado.
Yacuchupe es una sopa deliciosa preparada con harta papas picadas, se agrega queso fresco, huevos; al momento de saborear se le hecha hierbas molidas de huacatay y otras propias de la zona, acompañado por rocotos.
Mondongo preparado a base de maíz pelado y cocido, con carne de vaca. Cuero de chancho, menudencias de res y ovino, se sirve acompañado de rocoto y verduras picadas.
Pachamanca isqueña la comunidad de Tinyari Chico y el pueblo de Iscos en los meses de enero y de febrero de cada año, en la plazuela de Ñahuin, preparan una exquisita pachamanca para la venta a los turistas; cuidando que la carne choclos, habas y papas sean del lugar, aderezados previamente con hierbas molidas de localidad.
Entre otros potajes es digno de mencionar: Alhuish Lulo, Puchero, Mazamorra de Calabaza Mazamorra De Maíz De Colores, Chupe De Olluco, Segundo De Yuyo y Atahua, Puré De Olluco, Patachi De Trigo Y Cebada.

## Artesanías
En las diferentes casas de campo del pueblo Isqueño sobresalen las labores de bordado y tejido, a base de hilos de multicolor, para el concurso de Tinyankuy Isqueño el 9 de agosto de cada año, la fiesta de la capitanía de julio en honor al Apóstol Santiago y en septiembre en homenaje a la Virgen de Cocharcas; destaca la familia Octavia Rivera, Teodora Balbín, Flora Fernández, Mayorca Mayhuasca, Bastidas Yaro, Bastidas Casas y otras que realizan el talqueado de fustanes como las hermanas Elena y Yolanda Cabrera que realizan bordados a mano y máquina.